# 林五十美
林 五十美（はやし いそみ、1978年9月16日 - ）は、富山県出身の元バスケットボール選手である。ニックネームは「イソミ」。ポジションはセンターフォワード。「花の78年組」の一人。

## 来歴
名門名古屋短大付高校ではインターハイ3連覇など全国大会のタイトルを次々と獲得。また、ジュニア日本代表にも選ばれ、ジュニア世界選手権にも出場。
卒業後、日本リーグ2部の積水化学に入社。全日本にも選ばれる活躍を見せるが、1999年に廃部。
その後、WIリーグの日立那珂（後の日立ハイテク）に移籍。Wリーグ昇格に貢献する。
2006年、JOMOに移籍。2年連続でタイトルを逃したチームの救世主として期待され、ベンチ要員ながらも2006-07の王座奪還に貢献。
2008-09シーズンは全試合スタメン出場を果たしタイトルに貢献した。
2010年引退。引退後は積水化学・日立ハイテク時代の恩師梅嵜英毅が監督を務める山梨学院大学女子バスケット部アシスタントコーチ。

## 経歴
- 名古屋短大付高 - 積水化学（1997年〜1999年） - 日立那珂/日立ハイテク（1999年〜2006年） - JOMO（2006年〜2010年）

## 日本代表歴
- 1997ジュニア世界選手権
- 1997東アジア大会